# Jennifer Aniston
Jennifer Joanna Aniston (ur. 11 lutego 1969 w Los Angeles) – amerykańska aktorka i producentka filmowa. Odtwórczyni roli Rachel Green w sitcomie NBC Przyjaciele (1994–2004). Występowała w wielu hollywoodzkich produkcjach, głównie komediach.
22 lutego 2012 otrzymała własną gwiazdę w Alei Gwiazd w Los Angeles znajdującą się przy 6270 Hollywood Boulevard.

## Wczesne lata życia

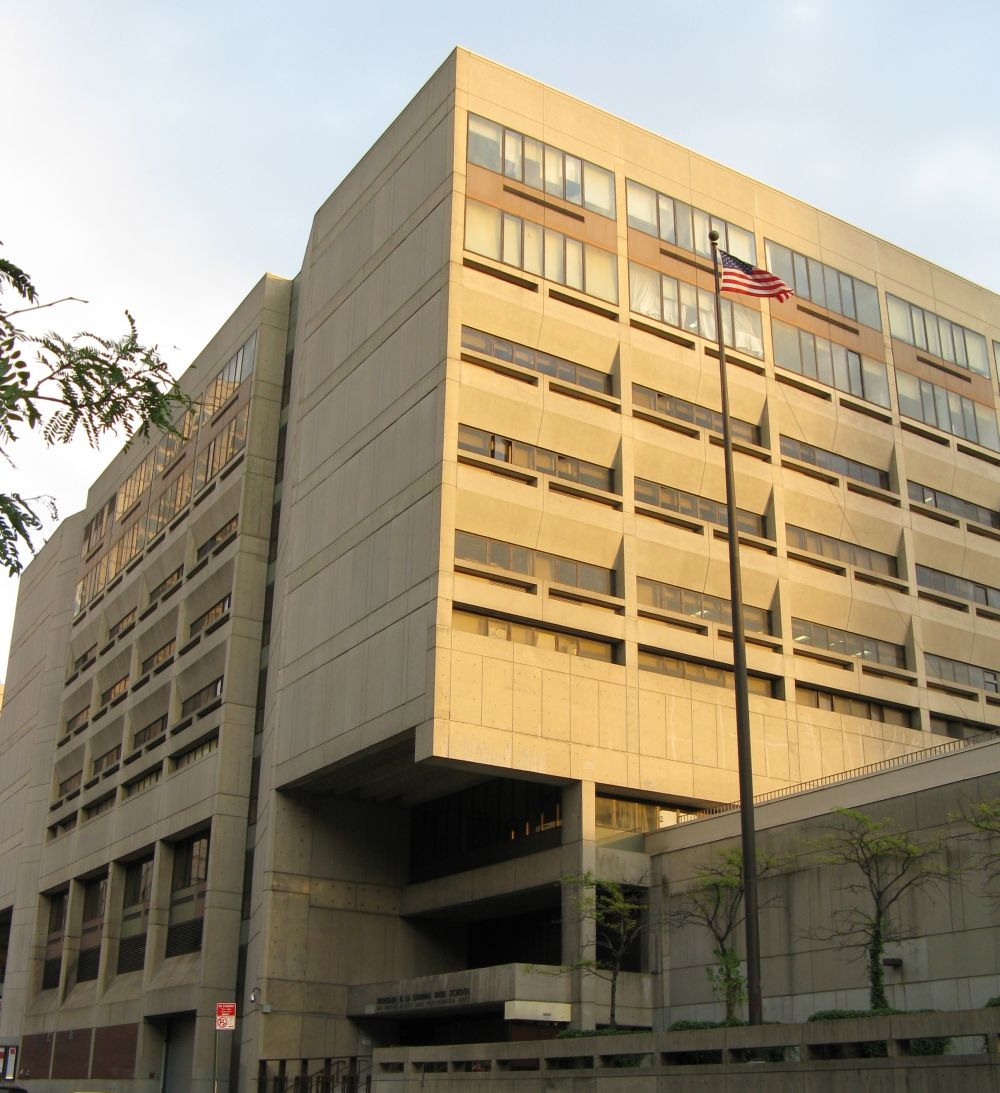
Szkoła Fiorello H. LaGuardia, do której uczęszczała Aniston

Urodziła się w Sherman Oaks, dzielnicy Los Angeles, jako córka pary aktorskiej – Nancy Maryanne Dow i Johna Anthony’ego Anistona. Jej ojciec był imigrantem z Grecji, a matka urodziła się w Nowym Jorku; jej dziadek był włoskim imigrantem, inni przodkowie matki wywodzili się ze Szkocji, Irlandii i Grecji. Jej ojcem chrzestnym był aktor Telly Savalas, jeden z najlepszych przyjaciół jej ojca.
Jako dziecko spędziła wraz z rodziną rok w Grecji. W późniejszym czasie jej rodzina przeprowadziła się do Nowego Jorku, gdzie w wieku sześciu lat zaczęła uczęszczać do Szkoły Rudolfa Steinera. Jej rodzice rozwiedli się w 1980, gdy miała dziewięć lat. Ma dwóch przyrodnich braci, Johna Tunisa Melicka III (ur. 6 czerwca 1959) z związku matki i Alexa „AJ” Anistona ze związku ojca. 
Po odkryciu swojej pasji do aktorstwa w wieku 11 lat w szkole, Aniston uczęszczała do Fiorello H. LaGuardia High School of Music & Art and Performing Arts na Manhattanie, gdzie dołączyła do szkolnego kółka teatralnego. Wystąpiła w przedstawieniach: Znak w oknie Sidneya Brusteina Lorraine Hansberry i Trzy siostry Antona Czechowa. W 1999 zerwała kontakty z matką po wydaniu przez nią książki biograficznej pt. From Mother and Daughter to Friends.

## Kariera
Po ukończeniu szkoły występowała w sztukach off-broadwayowskich – Taniec na grobie Checkersa (Dancing on Checker’s Grave, 1987) jako Lisa i For Dear Life (1988–1989) w roli Emily u boku Tony’ego Shalhouba. Jednocześnie dorabiała na utrzymanie, pracując na pół etatu w telemarketingu, a także jako kurier rowerowy i kelnerka. W 1989 przeprowadziła się do Hollywood.

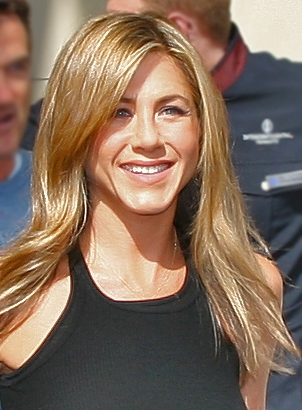
Jennifer Aniston (2008)

Po raz pierwszy trafiła na ekran jako widz (nie wymieniona w czołówce) w komedii fantastycznonaukowej Mac i ja (Mac and Me, 1988) z Christine Ebersole. Pojawiła się potem w siedmiu odcinkach sitcomu Fox Molloy (1990) z Mayim Bialik jako skupiona na sobie nastolatka Courtney Walker. Wystąpiła w kilku produkcjach telewizyjnych NBC, w tym komedii familijnej Obóz Cucamonga, czyli jak spędziłem lato (Camp Cucamonga, 1990) z udziałem Chada Allena, opartym na hicie kinowym Wolny dzień Ferrisa Buellera sitcomie Ferris Bueller (1990–1991) w roli Jeannie Bueller i serialu fantastycznonaukowym Zagubiony w czasie (Quantum Leap, 1992). Wzięła udział w jednej z głównych ról w niskobudżetowym horrorze fantasy Karzeł (Leprechaun, 1992), który otrzymał jednak bardzo słabe recenzje i Aniston zaczęła zastanawiać się nad zmianą zawodu. 
Postanowiła jednak jeszcze raz spróbować szczęścia i wystąpić w castingu do planowanego przez NBC sitcomu Przyjaciele. Początkowo otrzymała rolę Moniki Geller, producenci doszli jednak do wniosku, że Courteney Cox bardziej pasuje do tej postaci i Aniston otrzymała rolę Rachel Green, która zapewniła jej międzynarodową popularność. Popularność Przyjaciół znacznie przerosła oczekiwania producentów, zdobywając popularność i status serii kultowej na całym świecie. Fryzura, którą nosiła Aniston w pierwszych częściach sitcomu, otrzymała nazwę „Rachel’s cut” i była kopiowana przez wiele kobiet. W latach 1994–2004 NBC wyprodukowało dziesięć części Przyjaciół, gaże płacone aktorom w ostatniej części sitcomu wynosiły milion dolarów za odcinek i weszły do Księgi Rekordów Guinnessa jako najwyższe gaże płacone aktorom telewizyjnym. Aniston za rolę Rachel Green otrzymała nagrodę Emmy dla wybitnej aktorki pierwszoplanowej w serialu komediowym w 2002 oraz Złoty Glob dla najlepszej aktorki w serialu komediowym lub musicalu w 2003.
Jej powrotem na kinowy ekran była rola sfrustrowanej seksualnie żony Renee Fitzpatrick w komedii romantycznej Edwarda Burnsa Ta jedyna (She’s the One, 1996). Wypadła na tyle dobrze, że jej kinową specjalnością stały się komedie obyczajowe. Znalazła się w obsadzie jako Debbie w komedii romantycznej Dopóki tam byłaś ('Til There Was You, 1997), historii niecodziennego trójkąta uczuciowego z Jeanne Tripplehorn, Dylanem McDermottem i Sarah Jessicą Parker w rolach głównych. Glenn Gordon Caron, wielbiciel Jennifer Aniston, specjalnie dla niej wymyślił rolę Kate Mosley w komedii romantycznej Mąż idealny (Picture Perfect, 1997), gdzie musi wybierać między demonicznym Kevinem Baconem a spokojnym Jayem Mohrem. Zdobyła pozytywne recenzje za występ w komediodramacie Moja miłość (The Object of My Affection, 1998) i niskobudżetowej produkcji Życiowe rozterki (2002).
Jej pierwszym kasowym hitem był Bruce Wszechmogący (2003), w którym zagrała u boku Jima Carreya. Nadchodzi Polly (2004), w którym jej partnerem był Ben Stiller, również cieszył się dużą popularnością. W 2005 próbowała bez powodzenia wykazać się w poważnej roli, występując w dreszczowcu Wykolejony. Po tej porażce powróciła do ról komediowych, występując w kasowych hitach Z ust do ust (2005) i Sztuka zrywania (2006).
W święta Bożego Narodzenia 2008 trafiła do kin komedia Marley & Ja, w której Aniston występuje u boku Owena Wilsona. W lutym 2009 miała premierę następna komedia z Aniston, Kobiety pragną bardziej, i pomimo podzielonych opinii uplasowała się na pierwszym miejscu kinowej listy przebojów.
Wraz z Bradem Pittem i Bradem Greyem Aniston założyła firmę „Plan B Entertainment”, która była współproducentem filmów Troja, Charlie i fabryka czekolady i Infiltracja. Po rozwodzie z Pittem w 2005 sprzedała swoje udziały w firmie. W 2008 wraz z Kristin Hahn założyła Echo Films.

## Życie prywatne

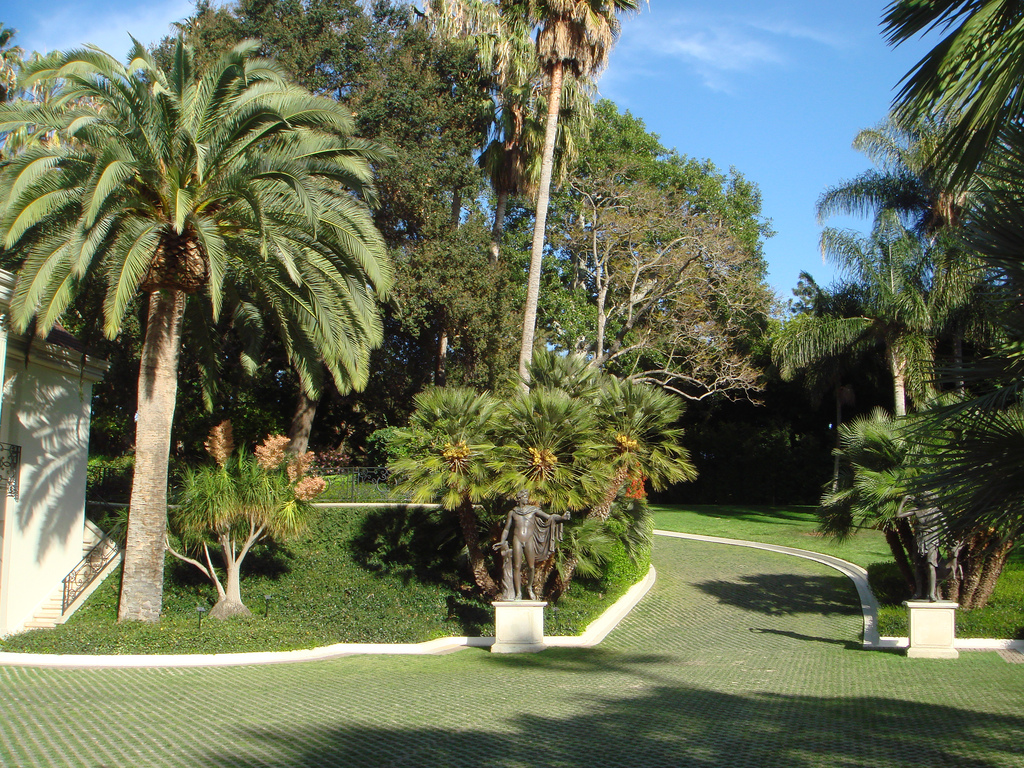
Rezydencja Jennifer Aniston i Brada Pitta

Spotykała się z muzykiem Adamem Duritzem i aktorem Tatem Donovanem, z którym była zaręczona. W maju 1998, po randce w ciemno, zaczęła spotykać się z aktorem Bradem Pittem. Tworzyli jedną z ulubionych par światowego show-biznesu. 29 lipca 2000 pobrali się na prywatnej ceremonii w Malibu. Mimo że przez kilka lat uznawani byli za „idealne małżeństwo w Hollywood”, 6 stycznia 2005 ogłosili separację. Pomimo tego, że w trakcie separacji byli wielokrotnie widywani razem, m.in. na przyjęciu z okazji 36. urodzin aktorki, 25 marca 2005 Aniston złożyła pozew rozwodowy, a 2 października 2005 sprawa została sfinalizowana. Aktorka wielokrotnie mówiła, że nie żałuje związku z Pittem. Jako główną przyczynę rozwodu podaje się romans Pitta z Angeliną Jolie w trakcie prac do filmu Pan i pani Smith. Choć Pitt zapewnia, że nigdy nie zdradzał ówczesnej żony i związek z Jolie rozpoczął po rozstaniu z Aniston, Jolie otwarcie przyznała się do romansu, choć wcześniej temu zaprzeczała.
W 2006 spotykała się z aktorem Vince’em Vaughnem, który był jej partnerem w komedii Sztuka zrywania. Po niecałym roku para rozstała się, pozostając w zadeklarowanej przyjaźni. Aktorce przypisywano również krótki romans z brytyjskim modelem Paulem Scaulforem. W kwietniu 2008 rozpoczęła kontrowersyjny i pilnie śledzony przez prasę romans z muzykiem Johnem Mayerem. Mimo że Aniston i Mayer rozstali się na krótko w 2008, to oboje potwierdzali aktualność związku w licznych wywiadach. Przy wręczeniu Oscarów w lutym 2009 Aniston i Mayer wystąpili po raz pierwszy oficjalnie jako para. Wystąpienie z Mayerem było dla Aniston pierwszym oficjalnym wystąpieniem z nowym partnerem od czasu rozwodu z Pittem w 2005. Dwa tygodnie później Mayer i Aniston ponownie się rozstali.
Została matką chrzestną Coco Riley, córki Courteney Cox, z którą występowała w serialu Przyjaciele.
Po wspólnej pracy nad filmem Raj na ziemi, od 2011 zaczęła spotykać się z aktorem Justinem Therouxem. Zaręczyli się w sierpniu 2012, a 5 sierpnia 2015 odbyła się niewiążąca prawnie ceremonia ślubna w ich posiadłości. 15 lutego 2018 ogłosili, że pod koniec 2017, po pięciu latach bycia razem postanowili zakończyć swój związek, pozostając w przyjacielskich relacjach. 
8 marca 2022 poprzez wpis na Instagramie wyraziła wsparcie dla Ukrainek, które bohatersko sprzeciwiają się rosyjskiej inwazji, a także zachęciła internautów do wspierania mieszkańców tego kraju przekazami pieniężnymi.

## Filmografia

### filmy fabularne
- 1993: Karzeł (Leprechaun) jako Tory Reding
- 1996: Ta jedyna (She’s the One) jako Renee Fitzpatrick
- 1996: Sposób na bezsenność (Dream for an Insomniac) jako Allison
- 1997: Dopóki tam byłaś ('Til There Was You) jako Debbie
- 1997: Mąż idealny (Picture Perfect) jako Kate Mosley
- 1998: Cienka różowa linia (The Thin Pink Line) jako Clove
- 1998: Moja miłość (The Object Of My Affection) jako Nina Borowski
- 1999: Życie biurowe (Office Space) jako Joanna
- 1999: Stalowy gigant (The Iron Giant) jako Annie Hughes (głos)
- 2001: Gwiazda rocka (Rock Star) jako Emily Poule
- 2002: Życiowe rozterki (The Good Girl) jako Justine Last
- 2003: Bruce Wszechmogący (Bruce Almighty) jako Grace Connelly
- 2004: Nadchodzi Polly (Along Came Polly) jako Polly Prince
- 2005: Wykolejony (Derailed) jako Lucinda Harris
- 2005: Z ust do ust (Rumor Has It...) jako Sarah Huttinger
- 2006: Przyjaciele z kasą (Friends with Money) jako Olivia
- 2006: Sztuka zrywania (The Break Up) jako Brooke
- 2008: Marley i Ja (Marley & Me) jako Jennifer Grogan
- 2009: Kobiety pragną bardziej (He’s Just Not That into You) jako Beth
- 2009: Hotelowa miłość (Management) jako Sue Claussen
- 2009: Miłość w Seattle (Love Happens) jako Eloise
- 2010: Dorwać byłą (The Bounty Hunter) jako Nicole Hurley
- 2010: Tak to się teraz robi (The Switch) jako Kassie
- 2011: Żona na niby (Just Go with It) jako Katherine Murphy
- 2011: Szefowie wrogowie (Horrible Bosses) jako dr Julia Harris
- 2012: Raj na ziemi (Wanderlust) jako Linda
- 2013: Millerowie (We’re the Millers) jako Sarah „Rose” O’Reilly
- 2013: Life of Crime jako Mickey Dawson
- 2014: She’s Funny That Way jako Jane
- 2014: Cake jako Claire Simmons
- 2014: Szefowie wrogowie 2 (Horrible Bosses 2) jako Julia Harris
- 2016: Dzień Matki (Mother's Day) jako Sandy Newhouse
- 2016: Firmowa Gwiazdka (Office Christmas Party) jako szefowa Carol Vanstone
- 2018: Kluseczka jako pani Dickson
- 2019: Zabójczy rejs (Murder Mystery) jako Audrey Spitz
- 2023: Zabójcze wesele (Murder Mystery 2) jako Audrey Spitz

### telewizja
- 1990: Obóz Cucamonga, czyli jak spędziłem lato (Camp Cucamonga) jako Ava Schector
- 1990–1991: Ferris Bueller jako Jeannie Bueller
- 1994–2004: Przyjaciele (Friends) jako Rachel Green
- 1994: Muddling Through jako Madeline Drego Cooper
- od 2019: The Morning Show jako Alex Levy

### producent
- 2006: Biegając z nożyczkami (Running with Scissors)
- 2006: Infiltracja (The Departed)
- 2009: Zaklęci w czasie (The Time Traveler’s Wife)

### Występy gościnne
- 1994: Prawo Burke’a (Burke’s Law) jako Linda Campbell
- 1996: Partners jako CPA Suzanne
- 1998: Herkules (Hercules) jako Galatea (głos)
- 1999: Miasteczko South Park (South Park) jako pani Stevens, nauczycielka chóru (odc. 32. Lasy deszczowe są wujowe)

## Nagrody
| Rok  | Nagroda                               | Kategoria                                           | Film / Serial               |
| ---- | ------------------------------------- | --------------------------------------------------- | --------------------------- |
| 1996 | Nagroda Gildii Aktorów Ekranowych     | Najlepszy zespół aktorski                           | Przyjaciele                 |
| 2000 | Nagroda „TV Guide”                    | Wybór redaktora                                     | Przyjaciele                 |
| 2001 | Aftonbladet TV Prize, Szwecja         | Najlepsza zagraniczna aktorka telewizyjna           | Przyjaciele                 |
| 2001 | People’s Choice Award                 | Ulubiona aktorka telewizyjna                        | Przyjaciele                 |
| 2002 | People’s Choice Award                 | Ulubiona aktorka telewizyjna                        | Przyjaciele                 |
| 2002 | Nagroda Emmy                          | Najlepsza aktorka w serialu komediowym              | Przyjaciele                 |
| 2002 | Teen Choice Awards                    | Najlepsza aktorka telewizyjna w roli komediowej     | Przyjaciele                 |
| 2002 | Aftonbladet TV Prize, Szwecja         | Najlepsza zagraniczna aktorka telewizyjna           | Przyjaciele                 |
| 2002 | Hollywood Film Festival               | Aktorka roku                                        | –                           |
| 2003 | Złoty Glob                            | Najlepsza aktorka w serialu komediowym lub musicalu | Przyjaciele                 |
| 2003 | People’s Choice Award                 | Ulubiona aktorka telewizyjna                        | Przyjaciele                 |
| 2003 | Aftonbladet TV Prize, Szwecja         | Najlepsza zagraniczna aktorka telewizyjna           | Przyjaciele                 |
| 2003 | Teen Choice Awards                    | Najlepsza aktorka telewizyjna w roli komediowej     | Przyjaciele                 |
| 2003 | Teen Choice Awards                    | Najlepsza aktorka w roli dramatycznej               | Życiowe rozterki (2002)     |
| 2004 | Logie Award, Australia                | Najpopularniejsza aktorka zagraniczna               | Przyjaciele                 |
| 2004 | People’s Choice Award                 | Ulubiona aktorka telewizyjna                        | Przyjaciele                 |
| 2004 | Teen Choice Awards                    | Najlepsza aktorka telewizyjna w roli komediowej     | Przyjaciele                 |
| 2004 | Aftonbladet TV Prize, Szwecja         | Najlepsza zagraniczna aktorka telewizyjna           | Przyjaciele                 |
| 2005 | ShoWest Convention Award              | Gwiazda roku                                        | –                           |
| 2006 | Teen Choice Awards                    | Najlepsza para telewizyjna z Vince’em Vaughnem      | Sztuka zrywania (2006)      |
| 2007 | People’s Choice Award                 | Telewizyjna gwiazda roku                            | –                           |
| 2007 | GLAAD Media Award                     | Vanguard Award                                      | –                           |
| 2007 | CineVegas International Film Festival | Najlepszy film krótkometrażowy                      | za reżyserię Room 10 (2006) |
| 2020 | Nagroda Gildii Aktorów Ekranowych     | Najlepsza aktorka w roli dramatycznej               | The Morning Show (2019)     |